# 리서치 (영화)
"리서치"는 손광주 감독의 2008년 제작한 대한민국 단편 영화이다.

## 출연
- 장소연

## 기타
- 조명: 김정회
- 분장: 한민정
- 의상: 한민정